# Deopalpus parksi
Deopalpus parksi là một loài ruồi trong họ Tachinidae.